# سلطنة أنغوشي
سلطنة أنغوشي، كانت سلطنة مهمة تمركزت في جزر أنغوشي [الإنجليزية] الواقعة على ساحل شمال موزمبيق الحالي. تأسست في أواخر القرن الخامس عشر على يد منشقين عن سلطنة كيلوا، وظهرت في فترة تراجع سلطنتي كيلوا وسوفالا، حيث لعبت دورًا كمركز تجاري بديل خارج نطاق السيطرة البرتغالية، متصلة بأسواق التجارة الداخلية في زامبيزي ومشونالاند. كان النشاط التجاري فيها يركز بشكل أساسي على العاج والعنبر والذهب والعبيد، بينما اشتهر الحرفيون المحليون في جميع أنحاء الشرق بصناعتهم للحصر القشية والقبعات المصنوعة من القش.
دخلت السلطنة في مرحلة من التراجع بعد تأسيس المصانع البرتغالية على طول زامبيزي في ثلاثينيات وأربعينيات القرن السادس عشر، واستقرار قبائل المارافي في المناطق الداخلية – التي أعاقت الوصول إلى البر الرئيسي وفرضت رسومًا على القوافل المارة – بالإضافة إلى الصراعات الداخلية بين الأسر الحاكمة، وبحلول أواخر القرن السادس عشر، تمكن البرتغاليون من السيطرة على السلطنة، لكنهم فقدوا تلك السيطرة في القرن التالي مع الانخفاض الكبير في التجارة على طول ساحل أنغوشي.
عاودت أنغوشي الظهور كقوة في القرن التاسع عشر، حيث استجابت بسرعة للطلب المتزايد على العاج والمطاط والعبيد. وقد أصبح الأخير ذا أهمية متزايدة خلال ذلك القرن مع تنامي حركة مكافحة الرق الأوروبية. توسعت السلطنة بشكل كبير في المناطق الداخلية بمساعدة موسى كونتو، الذي أصبح لاحقًا سلطانًا بنفسه. وبحلول وفاة موسى عام 1877، كانت السلطنة تسيطر على معظم الساحل من نهر ليكونغو [الإنجليزية] جنوبًا إلى جزيرة موزمبيق شمالًا، وتمتد نحو الداخل لمسافة تصل إلى 100 ميل.
بعد وفاة موسى، دخلت السلطنة في حرب أهلية ذات سبع جبهات، إلى أن تم غزوها أخيرًا على يد حملة عسكرية برتغالية مجهزة تجهيزًا جيدًا عام 1910.